# Caixa Manresa
Caixa Manresa, (Caixa d'Estalvis de Manresa) era una entitat financera de Catalunya. L'any 2009 fou integrada a CatalunyaCaixa (Caixa d'Estalvis de Catalunya, Tarragona i Manresa) juntament amb Caixa Catalunya i Caixa Tarragona. L'any 2012 CatalunyaCaixa fou nacionalitzada i el 2014 fou comprada pel Banco Bilbao Vizcaya Argentaria.
El dimarts 13 d'octubre de 2009 el consell d'administració de l'entitat va aprovar la fusió, permetent constituir la segona caixa més gran de Catalunya, per darrere de la Caixa. Caixa Catalunya aporta a la fusió 63.627 milions en actius, Caixa Tarragona 11.384 milions i Caixa Manresa 6.595 milions.

## Història
Va ser fundada l'any 1865 a la ciutat de Manresa, hereva de les activitats de l'antiga Taula de comuns dipòsits creada l'any 1605 per privilegi del rei Felip II d'Aragó i III de Castella. Els fundadors foren, entre d'altres, Josep Pons i Enrich, Francesc Enrich i Manuel Oms i de Prat, qui en fou el principal promotor i administrador fins a la seva mort. Destinada a administrar sense ànim de lucre l'estalvi de petits inversors i de col·lectius en general.
La seva obra social ha donat a la ciutat de Manresa edificis emblemàtics com la Casa Caritat i els habitatges de la Sagrada Família. També són obra d'aquesta entitat les biblioteques de Manresa, Puig-reig, Sant Vicenç de Castellet i Balsareny.

### Fusió
L'1 de juliol de 2010 es va fer efectiva la fusió de Caixa Catalunya, Caixa Tarragona i Caixa Manresa amb el nom social de Caixa d'Estalvis de Catalunya, Tarragona i Manresa, i el 15 de setembre de 2010 s'acordava la marca comercial de CatalunyaCaixa.
El juny de l'any 2009, amb l'aprovació del fons de reestructuració bancària (FROB), es van fer contundents els rumors de possibles fusions entre algunes caixes catalanes. Es va donar llum verda a la fusió el 13 d'octubre de 2009 sent així la segona gran integració de caixes catalanes. Aquesta fusió es caracteritza per integrar dues caixes públiques: Caixa Catalunya de la diputació de Barcelona i Caixa Tarragona de la diputació de Tarragona; i una de propietat privada: Caixa Manresa.
El 4 de desembre de 2009, els consells d'administració de les tres entitats van aprovar per separat la fusió. El pla d'integració representava una retallada de 395 oficines i l'acomiadament de 1.300 treballadors.